# Maewo
Maewo is een eiland in Vanuatu. Het is 300 km² groot, 47 km lang en het hoogste punt is 610 m en behoort tot de provincie Penama.

## Beschrijving
Het is een smal ruig begroeid eiland, met beken en rivieren. Het eiland heeft de meeste regenval van de archipel. De bevolking woont hoofdzakelijk op een smalle strook langs de westkust en doet aan zelfvoorzieningslandbouw en een beetje aan de productie van kopra. Er is een vliegveldje op een hoogvlakte boven de nederzetting Naone in het noordwesten. Er is een vliegverbinding via Ambae tweemaal in de week.

## Toerisme, flora en fauna
Het eiland is geschikt voor avontuurlijk toerisme. Er zijn wandelroutes en een half dozijn plaatsen zijn bungalows te huur voor overnachting. Er komen 85 vogelsoorten voor, waarvan er 7 op de Rode Lijst van de IUCN staan. Er komen slechts twee zoogdieren voor, de vleermuizen Pteropus anetianus en Tongavleerhond (Pteropus tonganus).

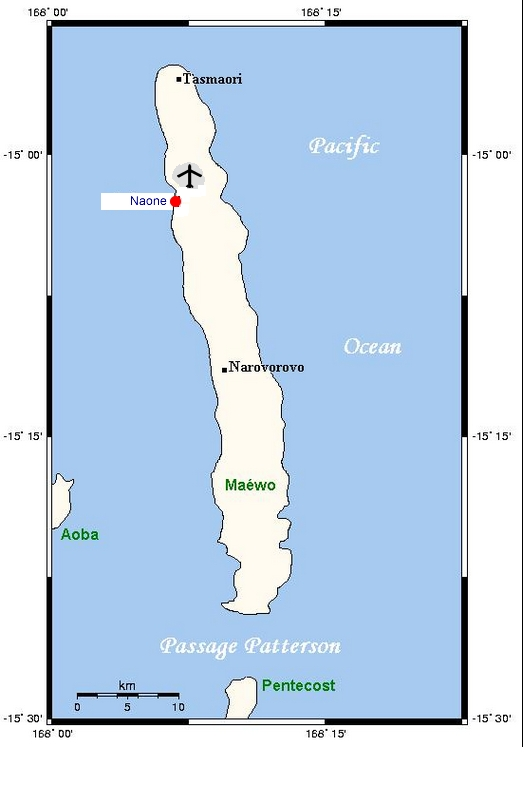
Detailkaart